# Нововоскресенское (Херсонская область)
Нововоскресенское (укр. Нововоскресенське) — село в Нововоронцовской поселковой общине Бериславского района Херсонской области Украины.
Почтовый индекс — 74220. Телефонный код — 5533. Код КОАТУУ — 6524184001.

## Население
Население по переписи 2001 года составляло 1606 человек.

### Языковой состав
Родной язык населения по данным переписи 2001 года:
| Язык       | Численность, чел. | Доля     |
| ---------- | ----------------- | -------- |
| Украинский | 1 544             | 96,14 %  |
| Русский    | 48                | 2,99 %   |
| Другое     | 14                | 0,87 %   |
| Итого      | 1 606             | 100,00 % |

## Местный совет
74220, Херсонская обл., Нововоронцовский р-н, с. Нововоскресенское, ул. Торговая, 81